# El Guayabo, Santa María Jacatepec
El Guayabo är en ort i Mexiko.   Den ligger i kommunen Santa María Jacatepec och delstaten Oaxaca, i den sydöstra delen av landet, 400 km sydost om huvudstaden Mexico City. El Guayabo ligger 196 meter över havet och antalet invånare är 143.
Terrängen runt El Guayabo är lite bergig. Runt El Guayabo är det ganska glesbefolkat, med 47 invånare per kvadratkilometer. Närmaste större samhälle är San Juan Bautista Valle Nacional, 13,5 km sydväst om El Guayabo. I omgivningarna runt El Guayabo växer i huvudsak städsegrön lövskog.